# Thenelles
Thenelles est une commune française située dans le département de l'Aisne, en région Hauts-de-France.

## Géographie

### Communes limitrophes
| Marcy                 | Neuvillette | Mont-d'Origny |
| Origny-Sainte-Benoite | Thenelles   |               |
|                       | Ribemont    |               |

### Hydrographie
La commune est située dans le bassin Seine-Normandie. Elle est drainée par le canal de la commune de Mézières-sur-Oise, le canal de la Sambre à l'Oise, l'Oise, divers bras de l'Oise et le canal du Moulin,,.
Le canal de la commune de Mézières-sur-Oise est un canal, chenal non navigable de 11 km qui prend sa source dans la commune dedans la commune de Origny-Sainte-Benoite et se termines à Alaincourt, après avoir traversé neuf communes.
L'Oise prend sa source en Belgique, à 309 mètres d'altitude, dans l'ancienne commune de Forges et se jette dans la Seine à 20 mètres d'altitude, au Pointil en rive droite et en aval du centre de Conflans-Sainte-Honorine dans le département des Yvelines. D'une longueur 341 kilomètres, elle est presque entièrement navigable et bordée de canaux sur 104 kilomètres. Les caractéristiques hydrologiques de l'Oise sont données par la station hydrologique située sur la commune d'Origny-Sainte-Benoite. Le débit moyen mensuel est de 12,3 m3/s. Le débit moyen journalier maximum est de 204 m3/s, atteint lors de la crue du 21 décembre 1993. Le débit instantané maximal est quant à lui de 214 m3/s, atteint le même jour.

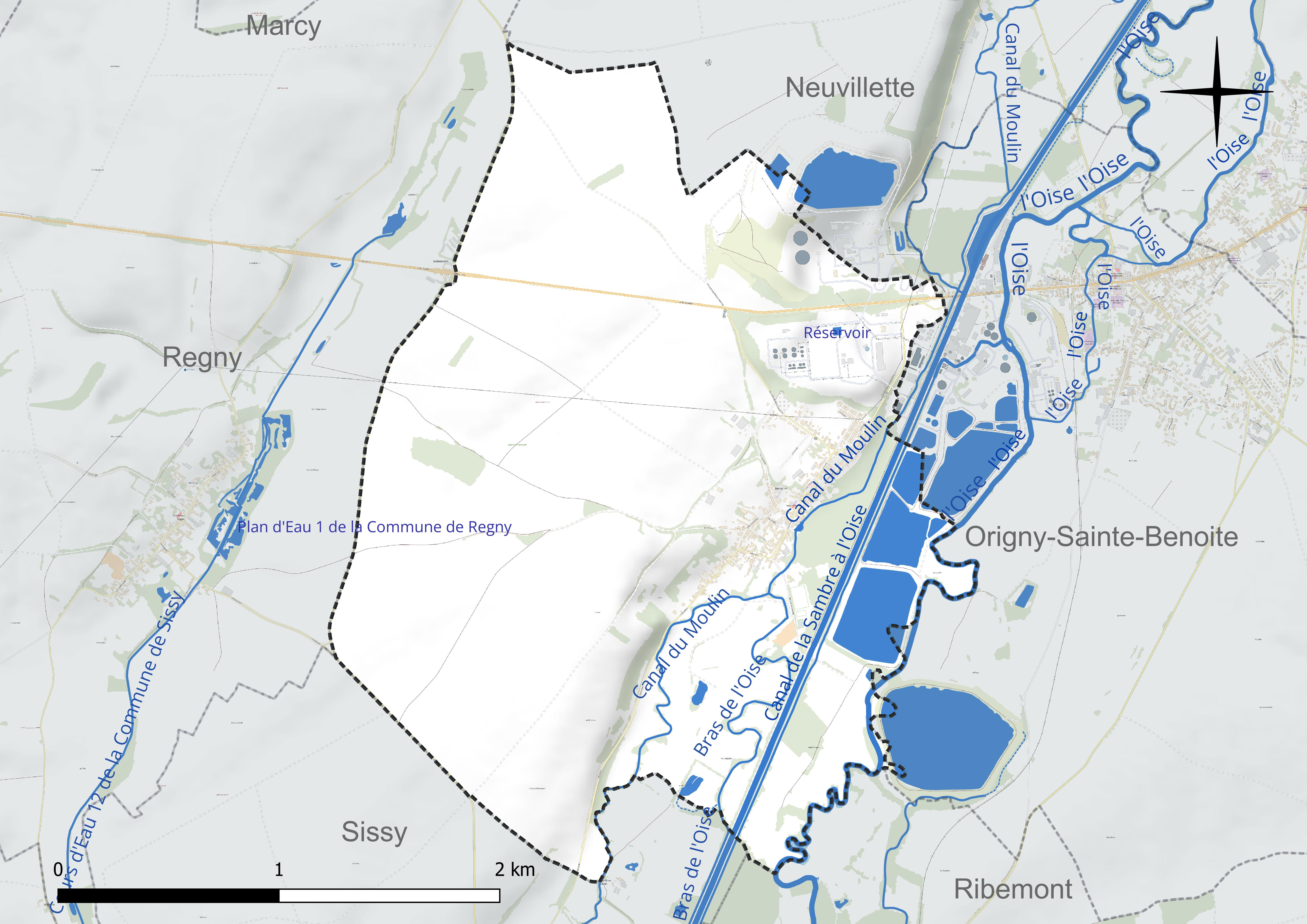
Réseau hydrographique de Thenelles.

Un plan d'eau complète le réseau hydrographique : Réservoir (0,1 ha),.

### Climat
Pour des articles plus généraux, voir Climat des Hauts-de-France et Climat de l'Aisne.
En 2010, le climat de la commune est de type climat océanique dégradé des plaines du Centre et du Nord, selon une étude du CNRS s'appuyant sur une série de données couvrant la période 1971-2000. En 2020, Météo-France publie une typologie des climats de la France métropolitaine dans laquelle la commune est exposée à un climat océanique altéré et est dans la région climatique Nord-est du bassin Parisien, caractérisée par un ensoleillement médiocre, une pluviométrie moyenne régulièrement répartie au cours de l'année et un hiver froid (3 °C).
Pour la période 1971-2000, la température annuelle moyenne est de 10,3 °C, avec une amplitude thermique annuelle de 15,2 °C. Le cumul annuel moyen de précipitations est de 718 mm, avec 12,3 jours de précipitations en janvier et 8,9 jours en juillet. Pour la période 1991-2020, la température moyenne annuelle observée sur la station météorologique la plus proche, située sur la commune de Fontaine-lès-Clercs à 18 km à vol d'oiseau, est de 10,8 °C et le cumul annuel moyen de précipitations est de 683,4 mm,. Pour l'avenir, les paramètres climatiques de la commune estimés pour 2050 selon différents scénarios d'émission de gaz à effet de serre sont consultables sur un site dédié publié par Météo-France en novembre 2022.

## Urbanisme

### Typologie
Au 1er janvier 2024, Thenelles est catégorisée commune rurale à habitat dispersé, selon la nouvelle grille communale de densité à 7 niveaux définie par l'Insee en 2022.
Elle appartient à l'unité urbaine d'Origny-Sainte-Benoite, une agglomération intra-départementale dont elle est une commune de la banlieue,. Par ailleurs la commune fait partie de l'aire d'attraction de Saint-Quentin, dont elle est une commune de la couronne,. Cette aire, qui regroupe 120 communes, est catégorisée dans les aires de 50 000 à moins de 200 000 habitants,.

### Occupation des sols
L'occupation des sols de la commune, telle qu'elle ressort de la base de données européenne d'occupation biophysique des sols Corine Land Cover (CLC), est marquée par l'importance des territoires agricoles (79,7 % en 2018), en diminution par rapport à 1990 (80,9 %). La répartition détaillée en 2018 est la suivante : 
terres arables (65,5 %), prairies (14,2 %), zones urbanisées (6 %), zones industrielles ou commerciales et réseaux de communication (5,3 %), mines, décharges et chantiers (4,6 %), eaux continentales (4,3 %).
L'évolution de l'occupation des sols de la commune et de ses infrastructures peut être observée sur les différentes représentations cartographiques du territoire : la carte de Cassini (XVIIIe siècle), la carte d'état-major (1820-1866) et les cartes ou photos aériennes de l'IGN pour la période actuelle (1950 à aujourd'hui).

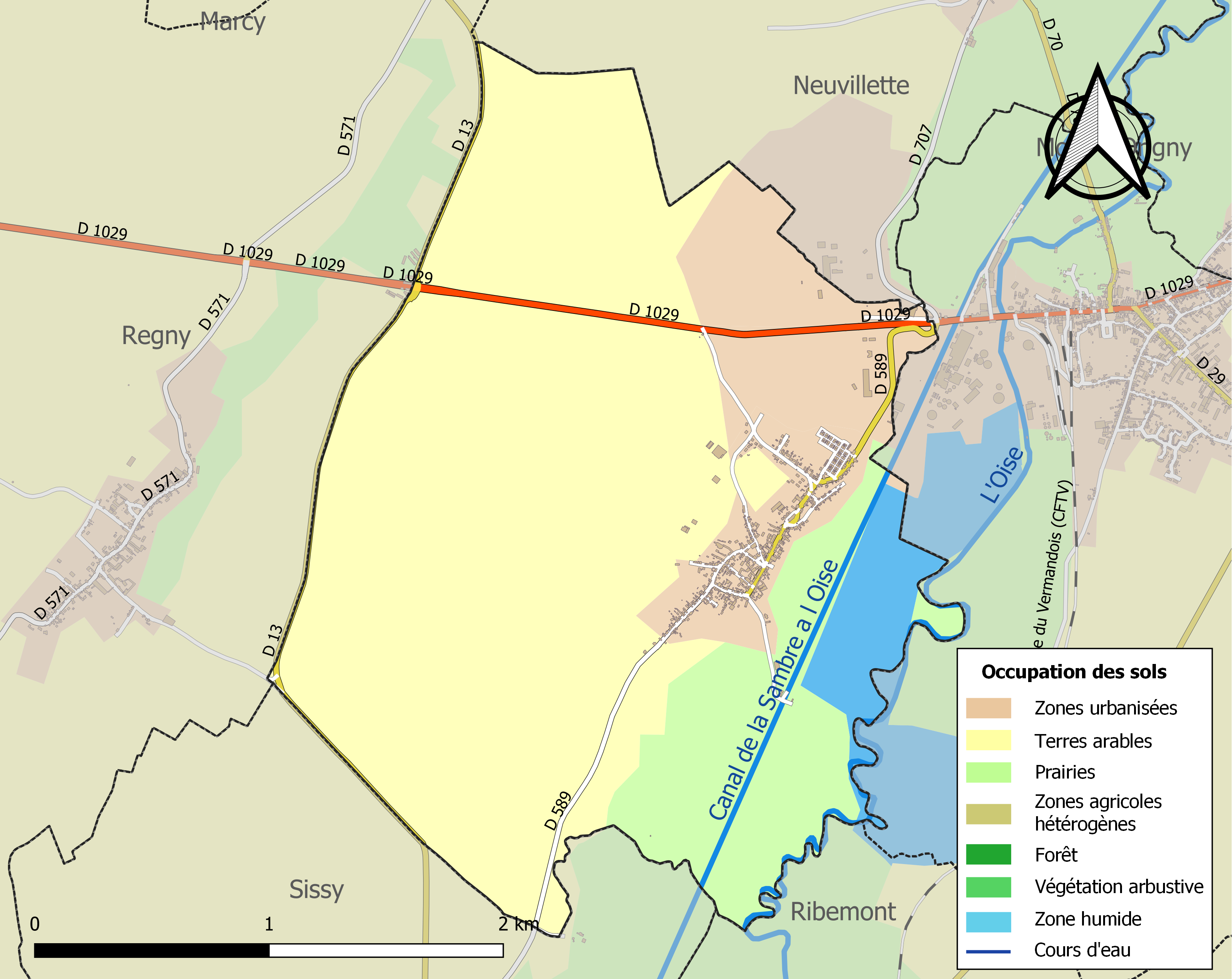
Carte de l'occupation des sols de la commune en 2018 (CLC).

## Toponymie
Le nom de la localité est attesté sous les formes Tenella (1143) ; Tenailes (1202) ; Tenullis (1225) ; Thenellis (1340) ; Thenailles-sur-Oise (1405) ; Thenelle (1536) ; Saint-Quentin-de-Thenelle (1677.
Pluriel de bas latin *telonia, qui est le pluriel de teleneum, « bureau de perception des droits de péages ».

## Histoire
Thenelles, petite commune de l’Aisne, possède une histoire riche et ancrée dans le monde rural. L’un des symboles marquants de ce village est la "Dormeuse", une statue ou monument énigmatique, souvent associée à la tranquillité et à la paix des lieux. Le paysage de Thenelles est marqué par de nombreuses fermes historiques, témoins d’une activité agricole florissante à travers les siècles. Certaines de ces fermes, datant de plusieurs siècles, reflètent l’architecture traditionnelle et l'importance de l'agriculture pour la région. Elles ont joué un rôle crucial dans l’économie locale, assurant la subsistance des habitants et façonnant le cadre de vie paisible du village.

## Politique et administration

### Découpage territorial
La commune de Thenelles est membre de la communauté de communes du Val de l'Oise, un établissement public de coopération intercommunale (EPCI) à fiscalité propre créé le 1er janvier 2014 dont le siège est à Mézières-sur-Oise. Ce dernier est par ailleurs membre d'autres groupements intercommunaux.
Sur le plan administratif, elle est rattachée à l'arrondissement de Saint-Quentin, au département de l'Aisne et à la région Hauts-de-France. Sur le plan électoral, elle dépend du  canton de Ribemont pour l'élection des conseillers départementaux, depuis le redécoupage cantonal de 2014 entré en vigueur en 2015, et de la troisième circonscription de l'Aisne  pour les élections législatives, depuis le dernier découpage électoral de 2010.

### Administration municipale
| Période                                  | Période                   | Identité         | Étiquette | Qualité                                                   |
| ---------------------------------------- | ------------------------- | ---------------- | --------- | --------------------------------------------------------- |
| Les données manquantes sont à compléter. |                           |                  |           |                                                           |
| 1995                                     | 2001                      | Michel Bleuse    |           |                                                           |
| mars 2001                                | mars 2008                 | Robert Minette   |           |                                                           |
| mars 2008                                | En cours (au 28 mai 2020) | Gérard Dieudonné | DVD       | Retraité de l'agriculture Réélu pour le mandat 2020-2026, |

## Démographie
L'évolution du nombre d'habitants est connue à travers les recensements de la population effectués dans la commune depuis 1793. Pour les communes de moins de 10 000 habitants, une enquête de recensement portant sur toute la population est réalisée tous les cinq ans, les populations de référence des années intermédiaires étant quant à elles estimées par interpolation ou extrapolation. Pour la commune, le premier recensement exhaustif entrant dans le cadre du nouveau dispositif a été réalisé en 2006.

En 2022, la commune comptait 542 habitants, en évolution de −1,63 % par rapport à 2016 (Aisne : −1,97 %, France hors Mayotte : +2,11 %).
| 1793 | 1800 | 1806 | 1821 | 1831  | 1836  | 1841  | 1846  | 1851  |
| ---- | ---- | ---- | ---- | ----- | ----- | ----- | ----- | ----- |
| 732  | 742  | 778  | 833  | 1 004 | 1 055 | 1 090 | 1 125 | 1 087 |

| 1856  | 1861  | 1866  | 1872  | 1876  | 1881  | 1886  | 1891  | 1896  |
| ----- | ----- | ----- | ----- | ----- | ----- | ----- | ----- | ----- |
| 1 100 | 1 165 | 1 180 | 1 194 | 1 193 | 1 131 | 1 148 | 1 051 | 1 026 |

| 1901  | 1906 | 1911 | 1921 | 1926  | 1931 | 1936 | 1946 | 1954 |
| ----- | ---- | ---- | ---- | ----- | ---- | ---- | ---- | ---- |
| 1 016 | 971  | 822  | 900  | 1 028 | 897  | 916  | 792  | 817  |

| 1962 | 1968 | 1975 | 1982 | 1990 | 1999 | 2006 | 2011 | 2016 |
| ---- | ---- | ---- | ---- | ---- | ---- | ---- | ---- | ---- |
| 831  | 868  | 787  | 675  | 623  | 570  | 586  | 561  | 551  |

| 2021 | 2022 | - | - | - | - | - | - | - |
| ---- | ---- | - | - | - | - | - | - | - |
| 541  | 542  | - | - | - | - | - | - | - |

## Culture locale et patrimoine

### Lieux et monuments
- Église Saint-Quentin, reconstruite après la guerre 1914-1918.
- Monument aux morts.
- Calvaire.

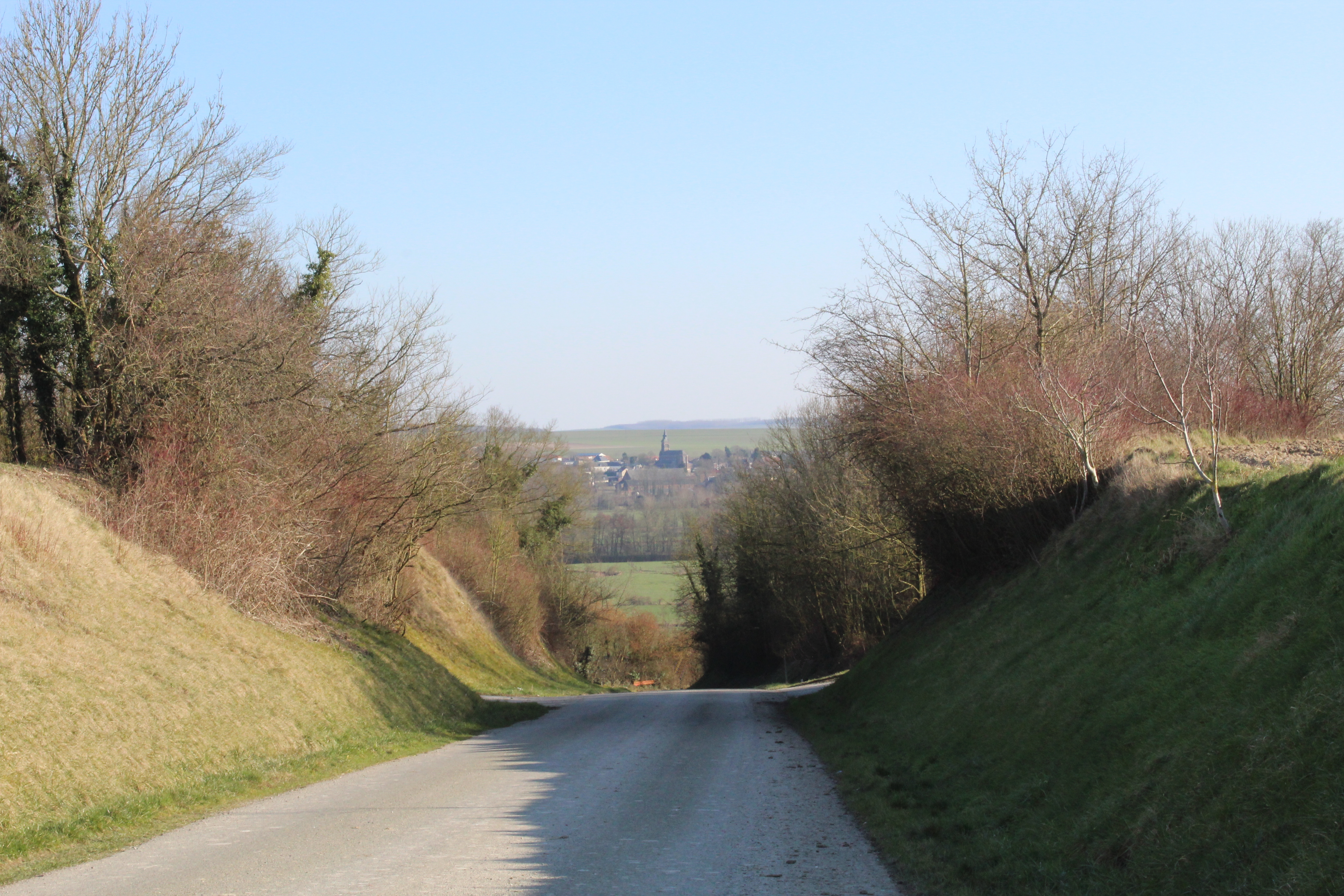
Vue du village depuis les hauteurs de Neuvillette.
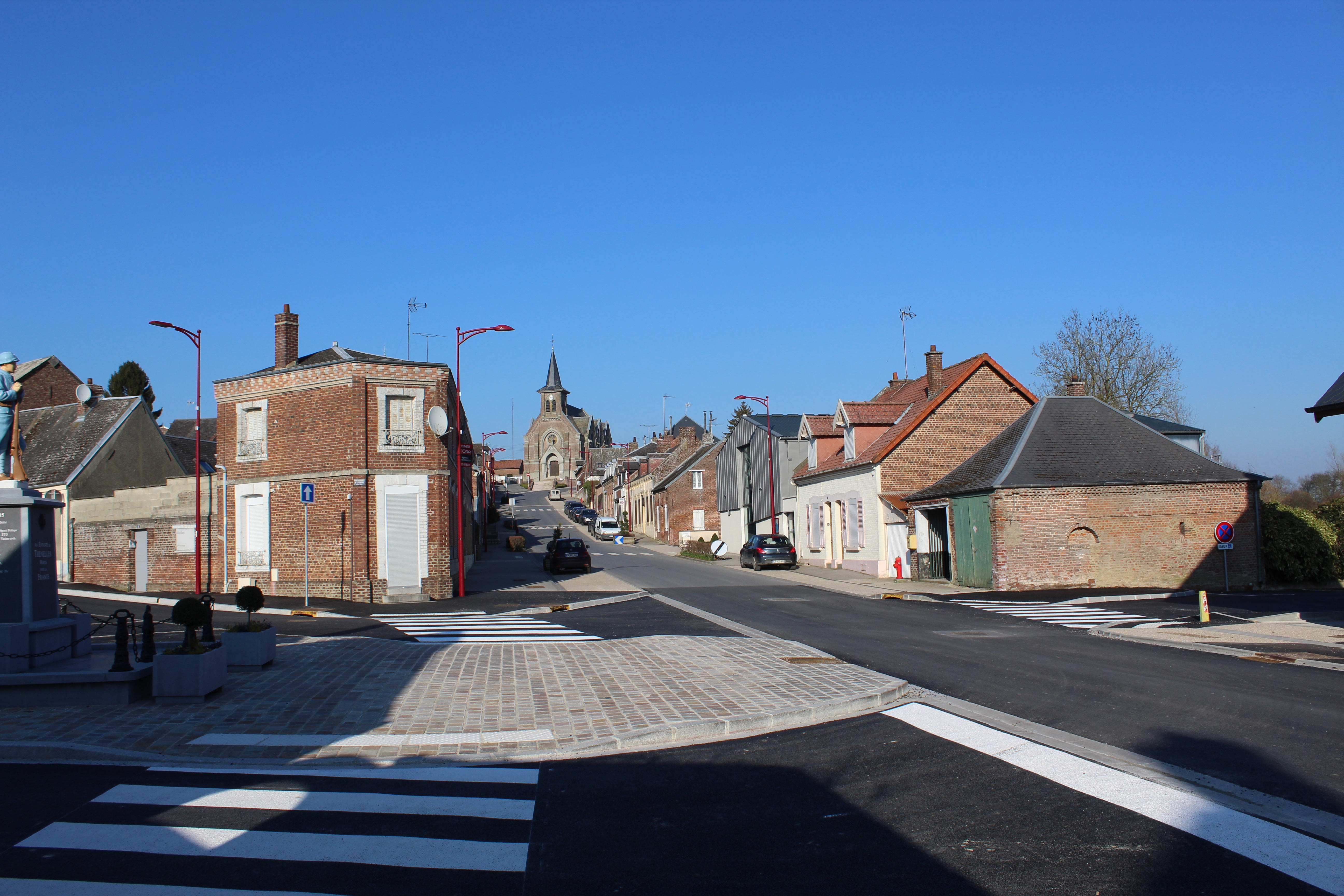
La rue de l'Église.
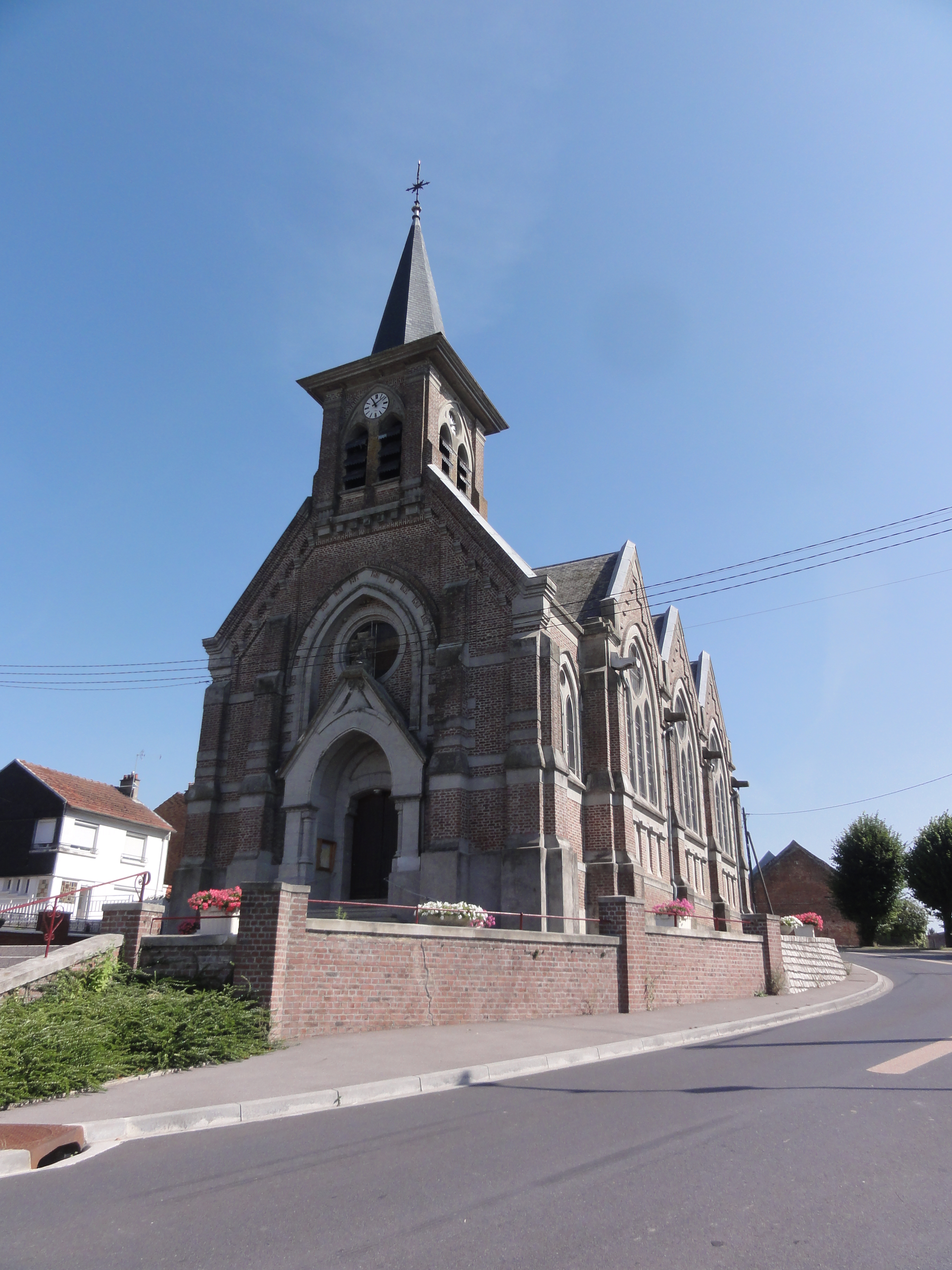
Église Saint-Quentin.
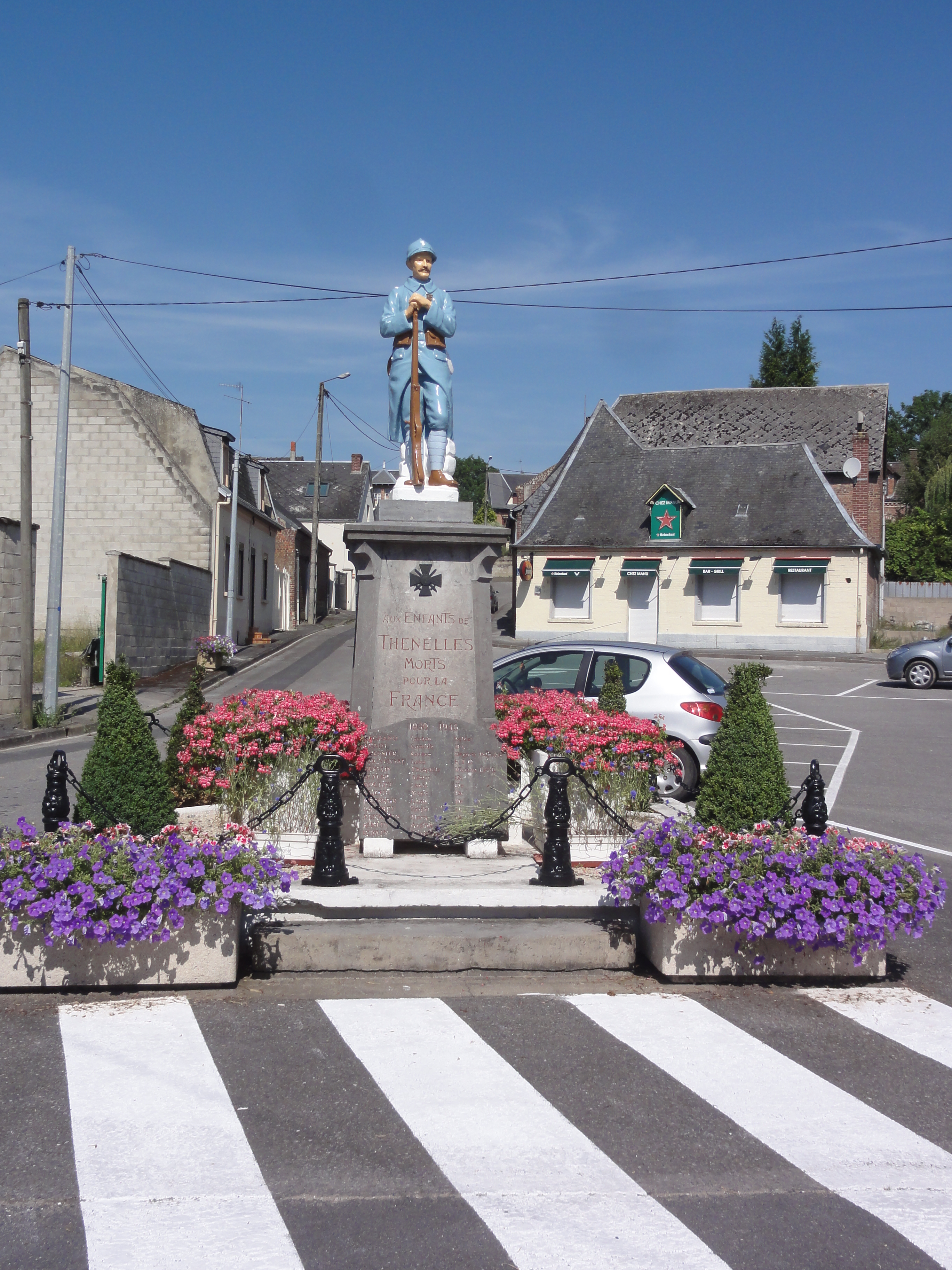
Monument aux morts.
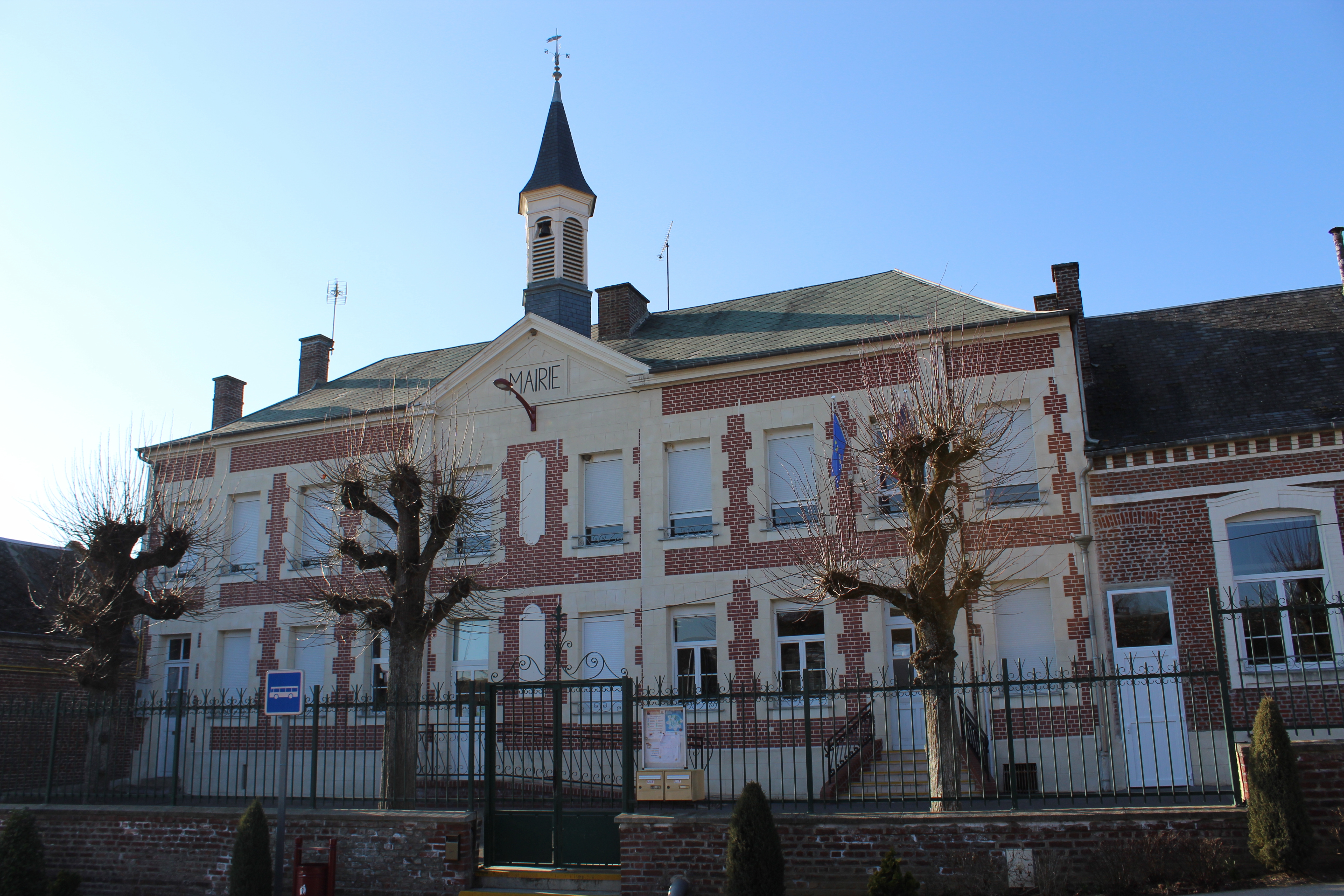
La mairie.
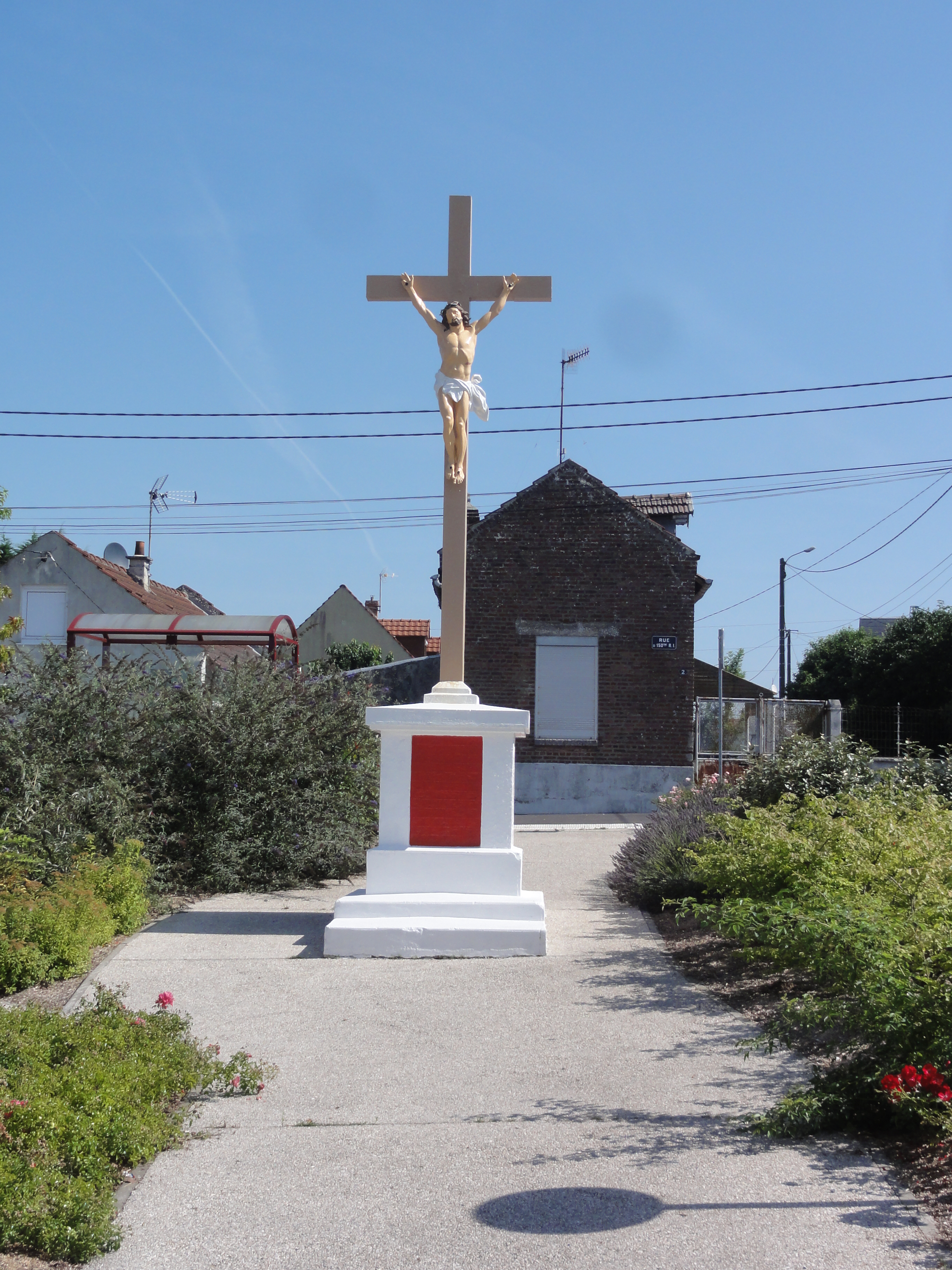
Calvaire.

### Personnalités liées à la commune
- Charles César de Fay de La Tour-Maubourg (1756-1831), dernier seigneur de Thenelles (1780-1789), par son mariage avec Marie-Charlotte Pinault-Desjaunaux :
  - le domaine qui n'a pas été vendu à la Révolution, reste à la famille de Faÿ de Latour-Maubourg  jusqu'à sa vente en 1868.

### Héraldique
| Blason de Thenelles | Blason  | Bandé de vair appointé et de gueules ; au chef du même chargé de trois pals d'argent. Ornements extérieursCroix de guerre 1914-1918 |
| Blason de Thenelles | Détails | Inspiré des armes de la famille de Longueval, qui portait bandé de vair et de gueules, auxquelles fut ajouté un chef pouvant constituer une brisure. La famille de Longueval donna des seigneurs du lieu, dont le premier du nom est Aubert Ier de Longueval, attesté en 1301. La seigneurie de Thenelles restera possession de la famille jusqu'au XVIIe siècle, avant de passer à la famille Brûlart. Adopté en juin 2020. |